# Shaw Heights
Shaw Heights är en ort (CDP) i Adams County, i delstaten Colorado, USA. Enligt United States Census Bureau har orten en folkmängd på 5 116 invånare (2010) och en landarea på 1,8 km².